# Hoàn Nhan

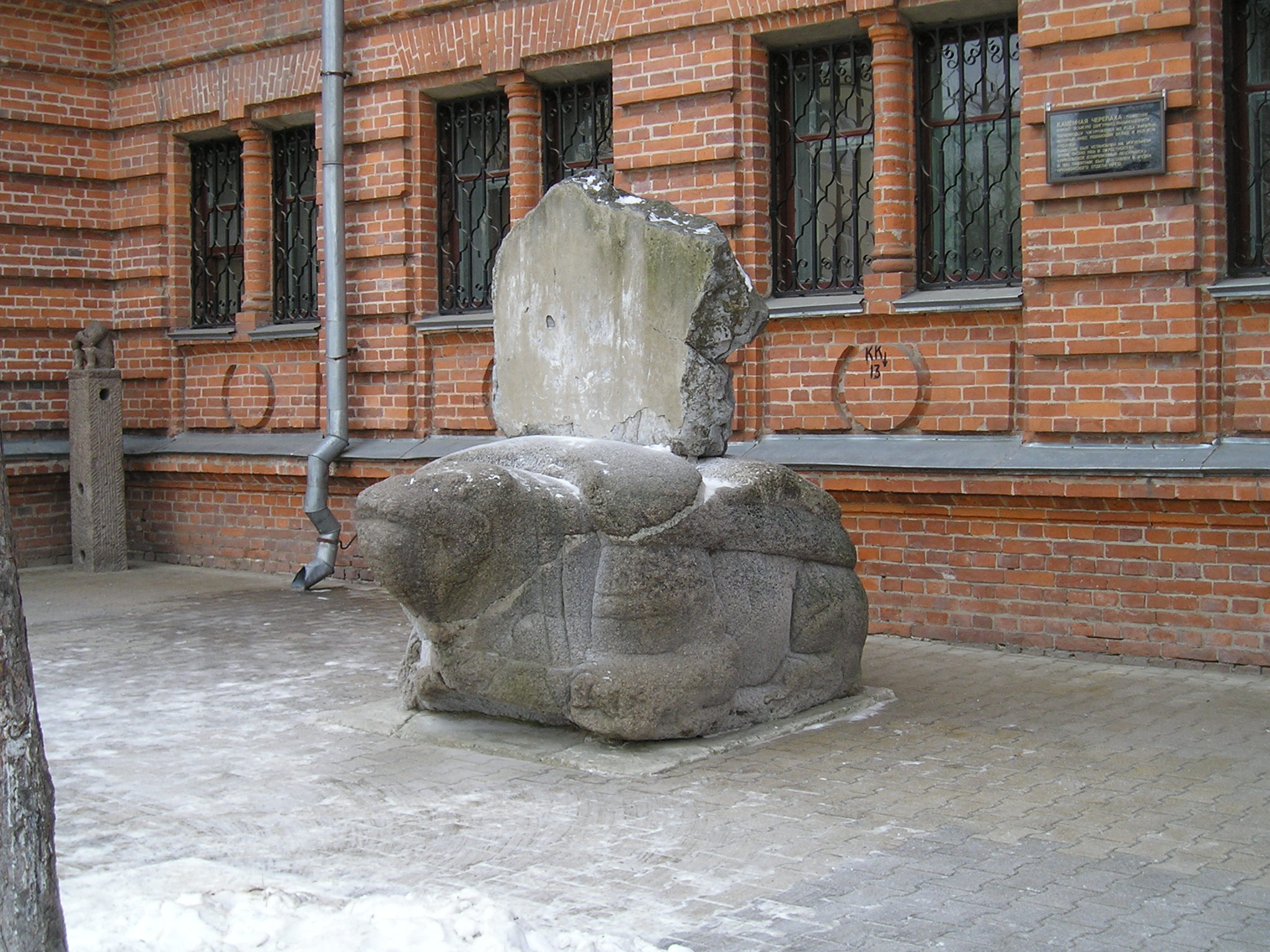
Một tảng đá hình rùa bí hí nguyên được dựng trên phần mộ của Hoàn Nhan A Tư Khôi (完颜阿思魁, ?-1136), một trong những tướng của A Cốt Đả. Vốn được đặt gần Ussuriysk ngày nay vào năm 1193, nay trưng bày tại Bảo tàng khu vực Khabarovsk

Hoàn Nhan thị (tiếng Trung: 完颜; bính âm: Wányán, tiếng Mãn:ᠸᠠᠩᡤᡳᠶᠠᠨ, Wanggiyan; chữ Nữ Chân:  là một bộ lạc Hắc Thủy Mạt Hạt sinh sống ở lưu vực Hắc Long Giang dưới thời Nhà Liêu của người Khiết Đan. Bộ lạc Hoàn Nhan do Hàm Phổ thành lập, theo "Kim sử" (Jinshi 金史), ông đến từ Cao Ly vào năm 60 tuổi. Bộ lạc là một phần của "Sinh Nữ Chân"(生女真), nghĩa là các bộ lạc không nằm dưới quyền cai trị trực tiếp của hoàng đế Khiết Đan. Các bộ lạc Hắc Thủy Mạt Hạt dưới sự cai trị của hoàng đế Khiết Đan được gọi là "Thục Nữ Chân" (熟女真) để thể hiện rằng họ văn minh hơn.
Năm 1115, Hoàn Nhan A Cốt Đả, tù trưởng của bộ lạc Hoàn Nhan đã lập nên nhà Kim. Ông tiêu diệt nhà Liêu của người Khiết Đan trước khi băng hà vào năm 1123. Hai năm sau, đệ của ông là Hoàn Nhan Ngô Khất Mãi đã xâm lược Tống và chinh phục miền bắc Trung Quốc. Người Nữ Chân sau đó bị Hán hóa. Họ "Hoàn Nhan" (Wanyan) được Hán hóa thành "Vương" (Wang) theo các sử sách chính thức của Nữ Chân. Năm 1234, triều đình Kim bị tiêu diệt trước liên quân của người Mông Cổ và Nam Tống. Cả người Mông Cổ và người Hán đều tuyên bố rằng những người mang họ "Hoàn Nhan" sẽ được xem như có xuất thân từ hoàng tộc nhà Kim và bị hành quyết ngay lập tức. Do vậy, để sống sót, những người mang họ "Hoàn Nhan" phải lựa chọn đổi sang tên dạng tiếng Hán (Vương) hay đi ẩn cư ở những vùng hẻo lánh. Tại Trung Quốc ngày nay, chỉ có cư dân ở một thôn tại Kính Xuyên, tỉnh Cam Túc còn giữ họ "Hoàn Nhan".